# The Drew Carey Show

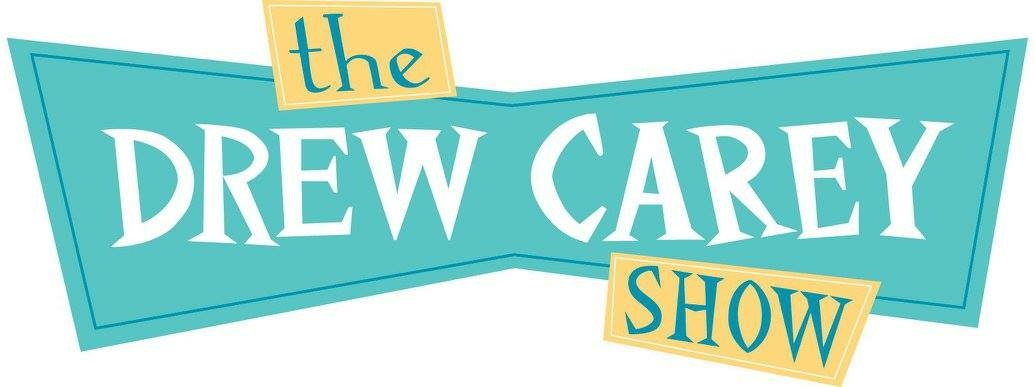

The Drew Carey Show è una serie televisiva statunitense in 233 episodi trasmessi per la prima volta nel corso di 9 stagioni dal 1995 al 2004.
È una sitcom ambientata a Cleveland e incentrata sulle vicende professionali, romantiche e familiari di Drew Carey, versione fiction dell'attore omonimo, che lavora in un ufficio combattendo con il suo capo Mr. Wick e che socializza nel tempo libero con i suoi amici di lunga data Lewis, Oswald e Kate.

## Personaggi e interpreti
- Drew Carey (206 episodi, 1995-2004), interpretato da Drew Carey.
- Oswald Lee Harvey (208 episodi, 1995-2004), interpretato da Diedrich Bader.
- Lewis Kiniski (202 episodi, 1995-2004), interpretato da Ryan Stiles.
- Mimi Bobeck Carey (200 episodi, 1995-2004), interpretata da Kathy Kinney.
- Nigel Wick (170 episodi, 1996-2004), interpretato da Craig Ferguson.
- Kate O'Brien (170 episodi, 1995-2002), interpretata da Christa Miller.
- Steve Carey (72 episodi, 1997-2004), interpretato da John Carroll Lynch.
- Kellie Newmark (52 episodi, 2002-2004), interpretata da Cynthia Watros.
- Larry Almada (38 episodi, 1995-2004), interpretato da Ian Gomez.
- Mrs. Louder (26 episodi, 1995-1999), interpretata da Nan Martin.
- Cameriera (25 episodi, 2004), interpretata da Kirstin Zotovich.
- Nicki Fifer (21 episodi, 1997-2002), interpretata da Kate Walsh.
- Scott (18 episodi, 2002-2004), interpretato da Jonathan Mangum.
- Chuck (17 episodi, 1995-2000), interpretato da Kelly Perine.
- Lisa Robbins (16 episodi, 1995-1996), interpretata da Katy Selverstone.
- Jay Clemens (15 episodi, 1995-2001), interpretato da Robert Torti.
- Evan (14 episodi, 2002-2003), interpretato da Kyle Howard.
- Beulah Carey (14 episodi, 1997-2004), interpretata da Marion Ross.
- Nora O'Dougherty (14 episodi, 1995-2004), interpretata da Jane Morris.
- Traylor (12 episodi, 2002-2004), interpretato da Kaitlin Olson.
- Sharon Bridges (12 episodi, 1998-1999), interpretata da Jenica Bergere.
- Tim (11 episodi, 1996-2002), interpretato da Tim O'Rourke.
- George Carey (10 episodi, 1995-2004), interpretato da Stanley Anderson.
- Tony (9 episodi, 2002-2004), interpretato da Bill Cobbs.
- Bernard (9 episodi, 1997-2003), interpretato da Johnnie Walker.
- Ed (7 episodi, 1997-2001), interpretato da Joe Walsh.
- Greg Clemens (7 episodi, 1997-1999), interpretato da Keith Diamond.

### Guest star
- Nikki Cox, cugina di Drew che va ad un appuntamento con Mr. Wick in Drew's Cousin,
- Shirley Jones Celia, un'amica di Drew (stagione 4, 3 episodi)
- Caroline Rhea, Bonnie, (stagione 2, 2 episodi)
- Pauley Perrette, Darcy, ragazza di Drew (stagione 4, 4 episodi)
- Mark Curry nel ruolo di Robert Soulard
- John Ratzenberger nel ruolo di sé stesso in Drew Live III
- Eddie Money nel ruolo dell'ex marito di Mimi Bobeck.
- Penn & Teller nel ruolo di Fenn e Geller in Drew Meets Lawyers (stagione 1, episodio 6) e See Drew Run (stagione 2, episodio 17)
- David Cross nel ruolo di Earl in Drew e the Unstable Element (stagione 1, episodio 13) e Two Drews & the Queen of Pole Walk Into a Bar (stagione 2, episodio 20).
- Tim Allen nel ruolo di sé stesso in The Front (stagione 1, episodio 17)
- Norm Macdonald nel ruolo di Simon Tate in The Bully You Know (stagione 2, episodio 4)
- Henry Rollins nel ruolo di E-Bay Ass Kicking Guy e Amy Farrington nel ruolo di Bonnie in Hickory Dickory... Double Date (stagione 8, episodio 5)
- Gregory Jbara nel ruolo di Ron in Drew e the Conspiracy (stagione 4, episodio 1) e Golden Boy (stagione 4, episodio 3).
- Charles Nelson Reilly nel ruolo di Mr. Hathaway, capo di Lewis, in The Salon (stagione 3) e DrugCo (stagione 4)
- French Stewart nel ruolo di Buddy in Drew's Best Friend (stagione 9, episodio 10)
- Colin Mochrie nel ruolo di Eugene in She's Gotta Have It, Drew Live, e Drew Live II
- Brad Sherwood nel ruolo di sé stesso of Drew Live e Drew Live II
- Wayne Brady nel ruolo di sé stesso in Drew Live e Drew Live II
- Greg Proops, Chip Esten e Kathy Greenwood nel ruolo di loro stessi in Drew Live II
- Chris Palmer, coach dei Cleveland Browns
- Susan Saint James (zia nella realtà di Christa Miller) nel ruolo della madre di Kate in Drew e Kate e Kate's mother.
- Jamie Lee Curtis nel ruolo di Sioux in Playing a Unified Field.
- Steve Buscemi nel ruolo dell'avvocato di Mimi in Mr. Lauder's Birthday Party.
- Tom Poston nel ruolo del padre di Oswald
- Beata Pozniak nel ruolo di Raisa in What Women Don't Want.
- Julia Duffy nel ruolo di Lindsey Mercer in Rich Woman, Poor Man (stagione 7, episodio 23)
- Nicholas Turturro nel ruolo del detective di the New York in New York e Queens (stagione 2, episodio 24).
- Paul Johansson
- Mike McShane nel ruolo di Ray in Drew's Inheritance (stagione 6, episodio 3)
- Dave Mustaine nel ruolo di se stesso
- Arturo Brachetti nel ruolo di se stesso (ep. 5x8)

## Produzione
La serie, ideata da Drew Carey e Bruce Helford, fu prodotta da Mohawk Productions e Warner Bros. Television e girata negli studios della Warner Brothers a Burbank in California. Le musiche furono composte da W.G. Snuffy Walden.

### Registi
Tra i registi sono accreditati:
- Gerry Cohen in 57 episodi (1998-2003)
- Sam Simon in 29 episodi (1998-2003)
- Bob Koherr in 21 episodi (2000-2004)
- Brian K. Roberts in 16 episodi (1996-2004)
- Steve Zuckerman in 12 episodi (1995-1999)
- Thomas J. Thompson in 10 episodi (1999-2004)
- Shelley Jensen in quattro episodi (2001-2003)
- John Fuller in due episodi (2000)
- Drew Carey in due episodi (2003)
- Ryan Stiles in un episodio (2000)

### Sceneggiatori
Tra gli sceneggiatori sono accreditati:
- Drew Carey in 121 episodi (1995-2003)
- Bruce Helford in 121 episodi (1995-2003)
- Ed Lee in 53 episodi (2002-2004)
- Les Firestein in 17 episodi (1995-2003)
- Dan O'Keefe in 16 episodi (1998-2003)
- Terry Mulroy in 15 episodi (1998-2003)
- Robert Borden in 14 episodi (1995-2000)
- Jana Hunter in 14 episodi (1999-2003)
- Mitch Hunter in 14 episodi (1999-2003)
- Linda Teverbaugh in 13 episodi (1999-2003)
- Michael Teverbaugh in 13 episodi (1999-2003)
- Dave Caplan in 10 episodi (2001-2004)

## Distribuzione
La serie fu trasmessa negli Stati Uniti dal 13 settembre 1995 all'8 settembre 2004 sulla rete televisiva ABC. In italiano è stata doppiata solo parzialmente e mai trasmessa.
Alcune delle uscite internazionali sono state:
- negli Stati Uniti il 13 settembre 1995
- in Germania il 17 agosto 1996 (Ein Witzbold namens Carey)
- nel Regno Unito il 2 febbraio 1998
- in Svezia il 31 agosto 1998
- in Islanda il 5 settembre 2002
- in Francia (Le Drew Carey Show)

## Episodi
| Stagione         | Episodi | Prima TV USA |
| ---------------- | ------- | ------------ |
| Prima stagione   | 22      | 1995-1996    |
| Seconda stagione | 24      | 1996-1997    |
| Terza stagione   | 28      | 1997-1998    |
| Quarta stagione  | 27      | 1998-1999    |
| Quinta stagione  | 26      | 1999-2000    |
| Sesta stagione   | 27      | 2000-2001    |
| Settima stagione | 27      | 2001-2002    |
| Ottava stagione  | 26      | 2002-2003    |
| Nona stagione    | 26      | 2004         |